# 查布亚机场
|  |

查布亚机场 ICAO代码： 是第二次世界大战时期美国陆军航空兵在印度阿萨姆邦的一座军用机场。现为印度空军用于米格-21训练。

## 历史
1939年建成。战时为卡拉奇-昆明空中航线的重要节点。也是B-24轰炸机基地。战后机场废弃。1962年中印战争后成为军用机场。七十年代中期跑道翻修升级后，部署米格-21。2010年3月8日开始部署Su-30MKI。